# Station Minster
Minster is een spoorwegstation van National Rail in Thanet in Engeland. Het station is eigendom van Network Rail en wordt beheerd door Southeastern. 